# Баянчандмань
Баянчандмань (монг. Баянчандмань) — сомон аймаку Туве, Монголія. Територія 0,6 тис. км², населення 4,2 тис. Центр — селище Іх Сууж розташоване на відстані 106 км від м. Зуунмод та 67 км від Улан-Батора.

## Клімат
Клімат різкоконтинентальний. Середня температура січня −25 градусів, липня +22 градуси.

## Тваринний світ
Водяться козулі, вовки, лисиці.

## Соціальна сфера
Є школа, лікарня, культурний і торговельно-обслуговуючий центри, будинки відпочинку, корорти та туристичні бази Цепне, Ганзам, Баянхангай. Центр професійно-технічної освіти з 9 спеціальностей, 300 учнів.